# Бишопвил (Мериленд)
Бишопвил (енгл. Bishopville) насељено је место без административног статуса у америчкој савезној држави Мериленд.

## Демографија
По попису из 2010. године број становника је 531.
| Група             | 2000.    | 2010.       |
| Белци             | 0 (0,0%) | 390 (73,4%) |
| Афроамериканци    | 0 (0,0%) | 105 (19,8%) |
| Азијати           | 0 (0,0%) | 7 (1,3%)    |
| Хиспаноамериканци | 0 (0,0%) | 29 (5,5%)   |
| Укупно            | 0        | 531         |